# بول مورينو
بول مورينو (بالإسبانية: Pol Moreno)‏ هو لاعب كرة قدم إسباني في مركز الدفاع، ولد في 9 مايو 1994 في بادالونا في إسبانيا. لعب مع نادي سوندسفال ‏.

## وصلات خارجية
- بول مورينو على موقع قاعدة بيانات كرة القدم.إي يو (الإنجليزية)
- بول مورينو على موقع Soccerway.com (الإنجليزية)